# Louis-Charles Malassez

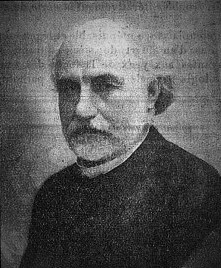
Louis-Charles Malassez

Louis-Charles Malassez (Nevers, 21 de setembro de 1842 - Paris, 22 de dezembro de 1909) foi um anatomista e histologista francês.
Estudou medicina em Paris, onde trabalhou como interno a partir de 1867. Serviu no 5.º Corpo de Ambulâncias durante a Guerra Franco-Prussiana, retornando depois a Paris, onde trabalhou com médicos ilustres que incluíam Claude Bernard, Jean-Martin Charcot e Pierre Potain. Em 1875, obteve a cadeira de anatomia no Collège de France, e em 1894 tornou-se membro da Academia de Medicina.
Ele conduziu pesquisas histológicas do sangue e é creditado pelo design do hemocitômetro, um dispositivo usado para medir quantitativamente as células sanguíneas. No campo da odontologia, ele descreveu células residuais da bainha da raiz epitelial no ligamento periodontal. Essas células restantes são chamadas de restos epiteliais de Malassez (ERM).
Um gênero de fungos chamado Malassezia leva seu nome. As espécies do gênero incluem: Malassezia furfur, Malassezia ovalis, Malassezia pachydermatis, Malassezia sympodialis e Malassezia orbiculare. Malassezia furfur é uma espécie lipofílica que se forma na pele humana e pode causar dermatite seborreica e tinea versicolor, Malassezia pachydermatis é uma espécie que está associada à otite externa em cães.